# Smeringopus hypocrita
Smeringopus hypocrita är en spindelart som beskrevs av Simon 1910. Smeringopus hypocrita ingår i släktet Smeringopus och familjen dallerspindlar. Inga underarter finns listade i Catalogue of Life.